# Opuntia pinkavae
Opuntia pinkavae är en kaktusväxtart som beskrevs av B.D. Parfitt. Opuntia pinkavae ingår i släktet fikonkaktusar, och familjen kaktusväxter. Inga underarter finns listade i Catalogue of Life.